# Letnie Grand Prix w skokach narciarskich 2004
Letnie Grand Prix w skokach narciarskich 2004 – 11. edycja Letniego Grand Prix, która rozpoczęła się 31 lipca 2004 roku w Hinterzarten, a zakończyła 26 września 2004 w Hakubie. Rozegrano 9 konkursów - 7 indywidualnych oraz 2 drużynowe.

## Zwycięzcy

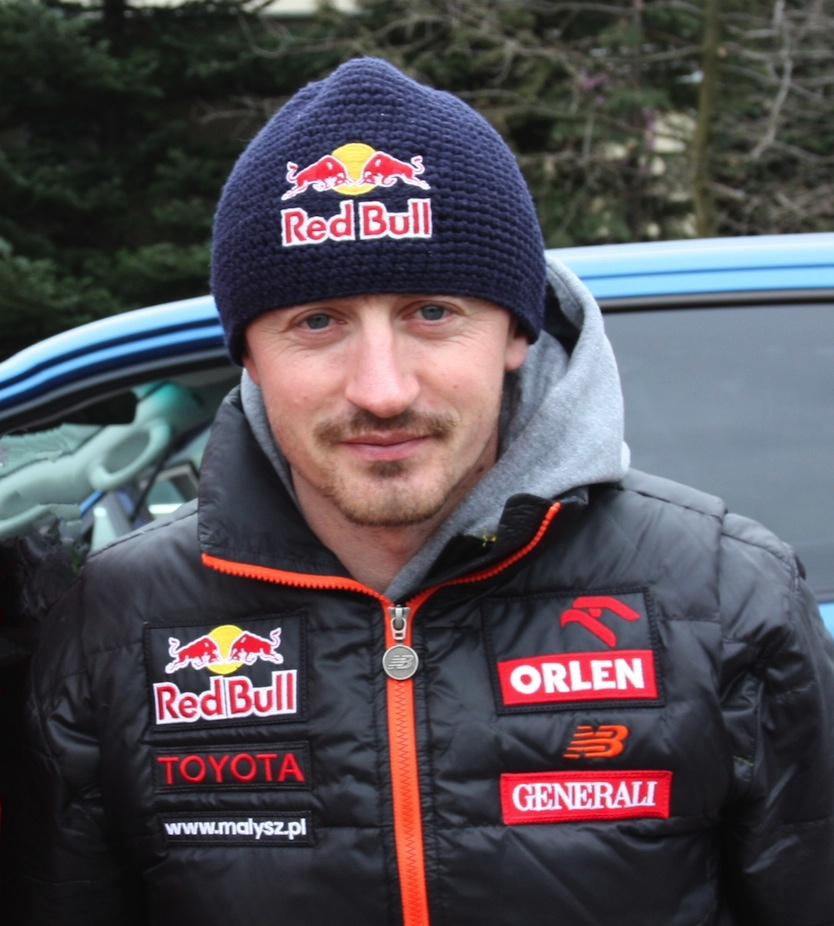
Adam Małysz, zwycięzca Letniego Grand Prix 2004
Reprezentacja Austrii, zdobywcy Pucharu Narodów

## Kalendarz i wyniki
| Lp.                                           | Data                                          | Miejscowość                                   | HS                                            | Uwagi                                         | 1. miejsce                                                                                        | 2. miejsce                                                                                        | 3. miejsce                                                                     |
| --------------------------------------------- | --------------------------------------------- | --------------------------------------------- | --------------------------------------------- | --------------------------------------------- | ------------------------------------------------------------------------------------------------- | ------------------------------------------------------------------------------------------------- | ------------------------------------------------------------------------------ |
| 1.                                            | 31 lipca 2004                                 | Hinterzarten                                  | HS-108                                        | –                                             | Adam Małysz                                                                                       | Thomas Morgenstern                                                                                | Noriaki Kasai                                                                  |
| 2.                                            | 1 sierpnia 2004                               | Hinterzarten                                  | HS-108                                        | druż.                                         | Austria 1. Andreas Widhölzl 2. Reinhard Schwarzenberger 3. Martin Höllwarth 4. Thomas Morgenstern | Japonia 1. Daiki Itō 2. Kazuyoshi Funaki 3. Hideharu Miyahira 4. Noriaki Kasai                    | Polska 1. Wojciech Tajner 2. Robert Mateja 3. Mateusz Rutkowski 4. Adam Małysz |
| 3.                                            | 7 sierpnia 2004                               | Courchevel                                    | HS-132                                        | –                                             | Adam Małysz                                                                                       | Martin Höllwarth                                                                                  | Rok Benkovič                                                                   |
| 4.                                            | 4 września 2004                               | Zakopane                                      | HS-134                                        | nocny                                         | Adam Małysz                                                                                       | Robert Kranjec                                                                                    | Jakub Janda Bjørn Einar Romøren                                                |
| 5.                                            | 5 września 2004                               | Zakopane                                      | HS-134                                        | druż.                                         | Norwegia 1. Daniel Forfang 2. Roar Ljøkelsøy 3. Tommy Ingebrigtsen 4. Bjørn Einar Romøren         | Austria 1. Andreas Widhölzl 2. Reinhard Schwarzenberger 3. Thomas Morgenstern 4. Martin Höllwarth | Japonia 1. Kazuyoshi Funaki 2. Akira Higashi 3. Daiki Itō 4. Noriaki Kasai     |
| 6.                                            | 8 września 2004                               | Predazzo                                      | HS-134                                        | nocny                                         | Adam Małysz                                                                                       | Andreas Widhölzl                                                                                  | Andreas Küttel                                                                 |
| 7.                                            | 12 września 2004                              | Innsbruck                                     | HS-130                                        | –                                             | Daniel Forfang                                                                                    | Roar Ljøkelsøy                                                                                    | Hideharu Miyahira                                                              |
| 8.                                            | 25 września 2004                              | Hakuba                                        | HS-131                                        | nocny                                         | Daniel Forfang                                                                                    | Matti Hautamäki                                                                                   | Noriaki Kasai                                                                  |
| 9.                                            | 26 września 2004                              | Hakuba                                        | HS-131                                        | –                                             | Martin Höllwarth                                                                                  | Daniel Forfang                                                                                    | Adam Małysz                                                                    |
| Letnie Grand Prix 2004 – klasyfikacja końcowa | Letnie Grand Prix 2004 – klasyfikacja końcowa | Letnie Grand Prix 2004 – klasyfikacja końcowa | Letnie Grand Prix 2004 – klasyfikacja końcowa | Letnie Grand Prix 2004 – klasyfikacja końcowa | Adam Małysz                                                                                       | Martin Höllwarth                                                                                  | Daniel Forfang                                                                 |

## Klasyfikacje

### Klasyfikacja indywidualna
Stan po zakończeniu LGP 2004
| Miejsce | Zawodnik                 | Punkty |
| ------- | ------------------------ | ------ |
| 1.      | Adam Małysz              | 520    |
| 2.      | Martin Höllwarth         | 362    |
| 3.      | Daniel Forfang           | 312    |
| 4.      | Thomas Morgenstern       | 273    |
| 5.      | Noriaki Kasai            | 263    |
| 6.      | Matti Hautamäki          | 255    |
| 7.      | Andreas Küttel           | 200    |
| 8.      | Michael Neumayer         | 192    |
| 9.      | Robert Kranjec           | 188    |
| 10.     | Reinhard Schwarzenberger | 182    |
| ...     |                          |        |

### Klasyfikacja drużynowa
Stan po zakończeniu LGP 2004
| Miejsce | Reprezentacja     | Punkty |
| ------- | ----------------- | ------ |
| 1.      | Austria           | 2089   |
| 2.      | Japonia           | 1386   |
| 3.      | Norwegia          | 1372   |
| 4.      | Polska            | 999    |
| 5.      | Słowenia          | 808    |
| 6.      | Niemcy            | 722    |
| 7.      | Finlandia         | 659    |
| 8.      | Szwajcaria        | 318    |
| 9.      | Czechy            | 227    |
| 10.     | Szwecja           | 28     |
| 11.     | Słowacja          | 26     |
| 12.     | Stany Zjednoczone | 16     |
| 13.     | Kazachstan        | 4      |